# Luc Lafnet

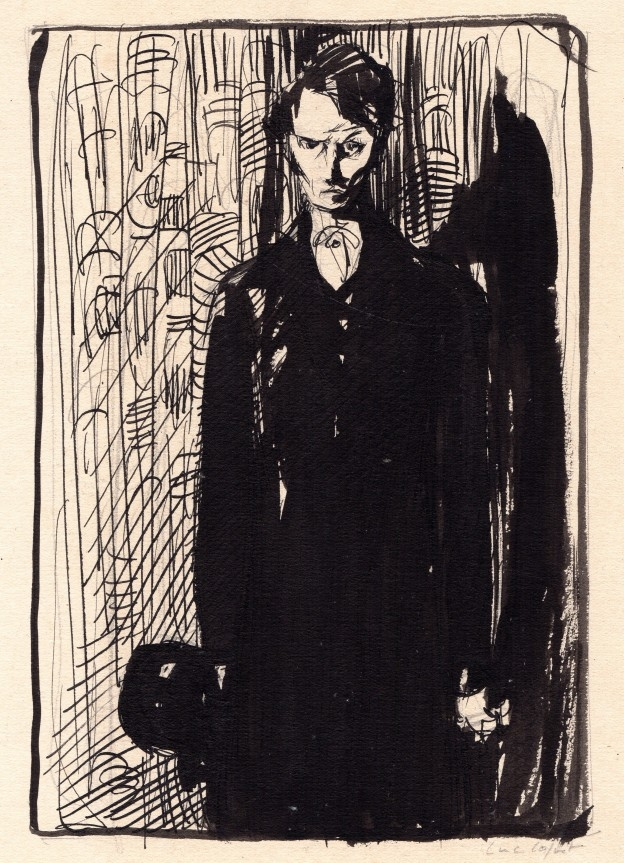
Zelfportret van Luc Lafnet (1919)

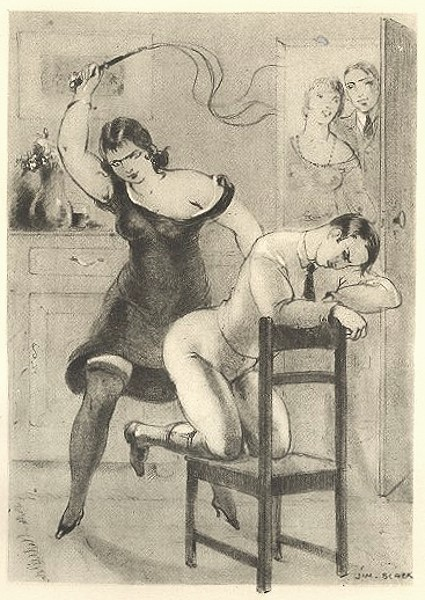
tekening van Luc Lafnet

Luc Lafnet (Luik, 22 januari 1899 - Rueil-Malmaison, 29 september 1939) was een Belgisch kunstschilder en graficus.

## Biografie
Lafnet werd tot kunstschilder opgeleid aan de Koninklijke Academie voor Schone Kunsten van Luik bij Adrien de Witte, Evariste Carpentier, J. Ubaghs, Emile Berchmans en François Maréchal.
Lafnet schilderde voornamelijk  genretaferelen, religieuze onderwerpen en landschappen, hij was ook etser, illustrator en affichekunstenaar. In Luik was hij lid en bezieler van meerdere kunstenaarsverenigingen: Les Hiboux (met F. Fontaine en E. Scauflaire), Le Cénacle, L'Aspic en La Caque.  
Vanaf 1923, het jaar van zijn huwelijk, woonde hij in Parijs. Lafnet illustreerde meerdere boeken van Georges Simenon.

## Trivia
In 1956 organiseerde de Cercle des Beaux-Arts de Liège een retrospectieve van zijn oeuvre.

## Musea
- Luik, Musée de l'Art Wallon